# Tigidio Perenne
Tigidio Perenne (in latino: Tigidius Perennis; 125 circa – 185/186) è stato un generale romano, insieme a Tarutieno Paterno, durante l'impero di Commodo dal 180.
Pochi anni più tardi veniva messo a morte dallo stesso imperatore (185-186) poiché sospettato di aver architettato un complotto contro l'imperatore, e denunciato da alcuni suoi collaboratori militari su istigazione del liberto, Marco Aurelio Cleandro, cubicolario dell'imperatore e suo favorito.
È uno dei comandanti principali della seconda spedizione germanica, mentre suo figlio, otteneva onori che non meritava per le campagne contro i Sarmati degli anni 180-182.